# Briesnig

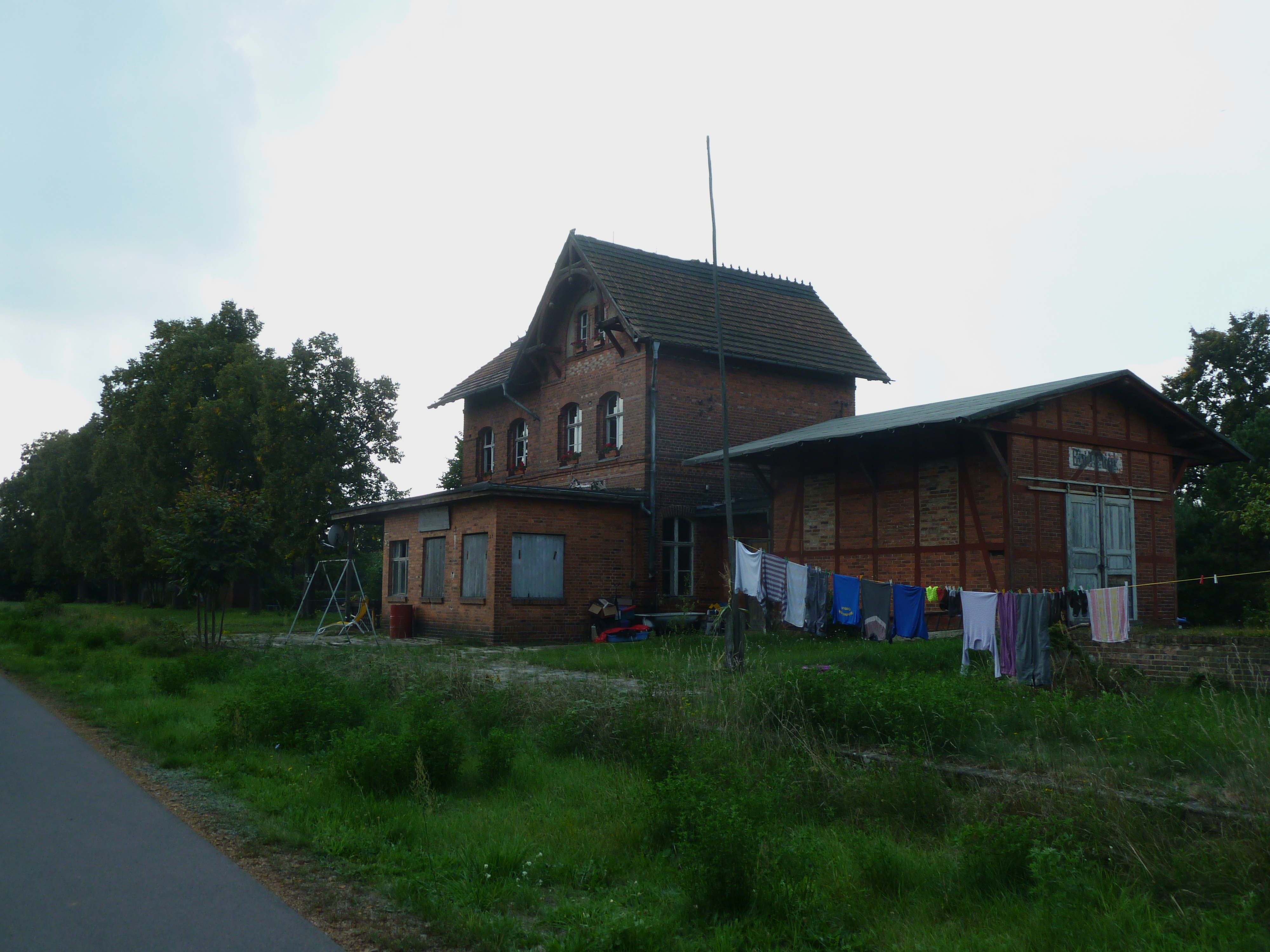
Alter Bahnhof von Briesnig

Briesnig (bis zum 17. Oktober 1937 amtlich Briesnigk, danach bis zum 1. Mai 1953 Groß Briesenig), niedersorbisch Rjasnik, ist ein Ortsteil der Stadt Forst (Lausitz) im brandenburgischen Landkreis Spree-Neiße.

## Lage
Briesnig liegt in der Niederlausitz unmittelbar an der Grenze zu Polen. Benachbarte Orte sind der zu Jänschwalde gehörende Ortsteil Grießen im Norden, die in Polen liegenden Dörfer Strzegów und Mielno in der gmina wiejska Gubin im Nordosten und Osten, Naundorf im Südosten sowie Bohrau im Süden. Westlich von Briesnig liegt der Tagebau Jänschwalde.
Die Bundesstraße 112 von Forst nach Küstriner Vorland führt durch die Gemarkung von Briesnig. Durch Briesnig fließt die Lausitzer Neiße.

## Geschichte
Der Ortsname stammt vom sorbischen Wort brěza bzw. brjaza für Birke ab. Im Jahr 1937 wurde die Schreibweise des Namens von den Nationalsozialisten im Zuge der Germanisierung im Deutschen Reich von Briesnigk zu Briesnig geändert. Zur Unterscheidung zum inzwischen devastierten Nachbardorf Klein Briesnig wurde der Ort zum Teil auch als Groß Briesnig bezeichnet.
Nach dem Wiener Kongress kam die gesamte Niederlausitz, und somit auch der Ort Briesnig, an das Königreich Preußen. Dort lag Briesnig im Amtsbezirk Weißagk im Landkreis Sorau (Lausitz). Danach lag Briesnig bis 1952 im Landkreis Cottbus. Am 25. Juli 1952 wurde Briesnig dem neu gebildeten Kreis Forst im Bezirk Cottbus zugeteilt und lag nach der Wende im Landkreis Forst in Brandenburg. Nach der Kreisreform in Brandenburg am 6. Dezember 1993 kam Briesnig zum neu gebildeten Landkreis Spree-Neiße und wurde nach Forst (Lausitz) eingemeindet.
Durch Briesnig führte die Bahnstrecke Guben–Forst, an die Briesnig durch einen Bahnhof angebunden war. Am 1. Juli 1950 wurde das benachbarte Klein Briesnig eingemeindet, welches in den Jahren 1987/88 zugunsten des Tagebaus Jänschwalde abgebaggert wurde.

## Einwohnerentwicklung
| 1875 | 389 | 1939 | 468 | 1981 | 402 |
| 1890 | 422 | 1946 | 467 | 1985 | 379 |
| 1910 | 446 | 1950 | 532 | 1989 | 332 |
| 1925 | 481 | 1964 | 485 | 1992 | 379 |
| 1933 | 496 | 1971 | 463 |      |     |

## Nachweise
1. ↑  Zahlen und Fakten: Ortsteile der Stadt Forst (Lausitz). In: forst-lausitz.de. Abgerufen am 7. Januar 2018.
2. ↑  Zahlen und Fakten: Einwohner der Stadt Forst (Lausitz). In: forst-lausitz.de. Abgerufen am 28. August 2021.
3. ↑  Eintrag „Rjasnik“ in der niedersorbischen Ortsnamendatenbank auf dolnoserbski.de
4. ↑  Der Landschleicher - Ortsporträt von Briesnig im Landkreis Spree-Neiße. In: rbb-online.de. 12. Dezember 1999, abgerufen am 3. April 2017.
5. ↑  Briesnig im Geschichtlichen Ortsverzeichnis. Abgerufen am 3. April 2017.
6. ↑  Historisches Gemeindeverzeichnis des Landes Brandenburg 1875 bis 2005. (PDF; 331 KB) Landkreis Spree-Neiße. Landesbetrieb für Datenverarbeitung und Statistik Land Brandenburg, Dezember 2006, abgerufen am 3. April 2017.